# گونتر هاریتس
گونتر هاریتس (ایتالیایی: Günter Haritz؛ زادهٔ ۱۶ اکتبر ۱۹۴۸) دوچرخه‌سوار اهل آلمان است.
وی در مسابقات کشوری و بین‌المللی در مجموع برندهٔ ۱ مدال طلا شده‌است.